# NGC 6398
NGC 6398 est une très vaste galaxie spirale barrée entourée d'un anneau et située dans la constellation du Paon. Sa vitesse par rapport au fond diffus cosmologique est de 5 380 ± 1 km/s, ce qui correspond à une distance de Hubble de 79,4 ± 5,6 Mpc (∼259 millions d'al). NGC 6398 a été découverte par l'astronome britannique John Herschel en 1836.
NGC 6398 a été utilisée par Gérard de Vaucouleurs comme une galaxie de type morphologique (R)SB(l)a dans son atlas des galaxies,.
La classe de luminosité de NGC 6398 est I.
En raison d'une brillance de surface égale à 14,03 mag/am2, on peut qualifier NGC 6398 de galaxie à faible brillance de surface (LSB en anglais pour low surface brightness). Les galaxies LSB sont des galaxies diffuses (D) avec une brillance de surface inférieure de moins d'une magnitude à celle du ciel nocturne ambiant.